# Hrom(II) oksid
Hrom(II) oksid (CrO) je neorgansko jedinjenje koje se sastoji od hroma i kiseonika. On je crni prah koji se kristališe u strukturi kamene soli.
Hipofosfiti mogu da redukuju hrom(III) oksid do hrom(II) oksida:
On se lako oksiduje u vazduhu.